# Mazhang
Mazhang är ett stadsdistrikt i staden Zhanjiang på prefekturnivå i provinsen Guangdong i sydöstra Kina.
Mazhang är indelat i tre stadsdelsdistrikt, fyra köping och en administrativ enhet på sockennivå.
Stadsdelsdistrikt (jiedao):

- Dongjian (东简街道)
- Dongshan (东山街道)
- Min'an (民安街道)

Köpingar (zhen):

- Huguang (湖光镇)
- Mazhang (麻章镇)
- Naozhou (硇洲镇)
- Taiping (太平镇)

Administrativ enhet på sockennivå:
- Huguang Nongchang jordbruk (湖光农场)